# Leucania placida
Leucania placida är en fjärilsart som beskrevs av Butler 1878. Leucania placida ingår i släktet Leucania och familjen nattflyn. Inga underarter finns listade i Catalogue of Life.